# Јастучићи (ТВ серија из 2001)
Јастучићи је аустралијска луткарска дечја телевизијска цртана серија. Радња се одвија у Земљи јастучића, где шесторо деце јастука пролази кроз разне пустоловине. У Србији, Црној Гори и Босни и Херцеговини се од 2005. приказивала на Хепи ТВ, и 2009. на ТВ Кошава синхронизована на српски језик. Синхронизацију је радила Хепи ТВ. Уводна шпица није синхронизована, али песме у епизодама јесу.

## Ликови
- Кића је папагај, који има улогу наратора, седи на дрвету и понекад се обрати Јастучићима директно.
- Дамица Мица воли светлуцаве и "фенси" ствари и не воли неред. Држи кафић и има луткицу Лизу.
- Мудрица је талентовани проналазач и Пипин брат.
- Пипи Дуга Кикица је луда за авантуром. Мало је мушкобањаста и Мудрицина је сестра.
- Мргуд Мекановић је поштар Земље Јастучића. Воли да гунђа и каже да је срећан када то ради.
- Несташко је талентовани сурфер, који живи на плажи.
- Мехурић је беба Јастучић, женског пола. Воли пелене и да прави смицалице другим Јастучићима.
- Река реперка је река која говори, заправо репује, у загонеткама. Јастучићи јој се често обраћају када им треба помоћ.

## Улоге
| Име лика         | Име глумца |
| ---------------- | ---------- |
| Кића             |            |
| Дамица Мица      |            |
| Мудрица          |            |
| Пипи Дуга Кикица |            |
| Мргуд Мекановић  |            |
| Несташко         |            |
| Мехурић          |            |
| Река реперка     |            |

## DVD издања
Happy Pictures је 2007. године издао један DVD са 4 епизоде, које садрже по 4 кратке епизоде у себи. DVD се продавао у Србији, Црној Гори и Босни и Херцеговини.